# فرودگاه انگوما
 فرودگاه انگوما (به انگلیسی: Ngoma Airport) یک فرودگاه نظامی و همگانی با کد یاتا ZGM است . این فرودگاه در کشور زامبیا قرار دارد .